# Dragonchess

Dragonchess (с англ. — «Драконьи шахматы»)— трёхмерный вариант фэнтезийных шахмат, созданный Гэри Гайгэксом, одним из создателей ролевой игры Dungeons & Dragons в жанре фэнтези. «Драконьи шахматы» были представлены в 1985 году в выпуске № 100 журнала Dragon.

## Доски и фигуры[1][2]

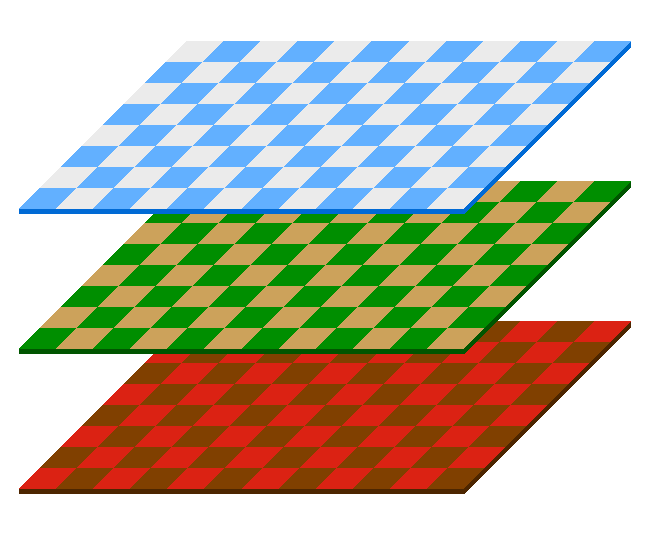
Игровые поля для игры в Dragonchess

Игровое поле состоит из трёх расположенных друг над другом шахматных досок размером 12 клеток по горизонтали и 8 по вертикали. Верхняя доска (синяя и белая) символизирует воздух, центральная доска (зелёная и янтарная) символизирует землю, а нижняя доска (красная и коричневая) — подземный мир .
Фигуры в «Драконьих шахматах» (по 42 на игрока) представляют собой 15 различных персонажей, заимствованных из фэнтезийных сюжетов в Dungeons & Dragons. По цвету фигуры разделяются на золотые и малиновые. Золотые всегда делают ход первыми, после чего игроки сменяют друг друга до тех пор, пока одним из них не объявляется мат (атака, от которой невозможно защититься) вражескому королю.

### Верхняя доска (уровень 3)

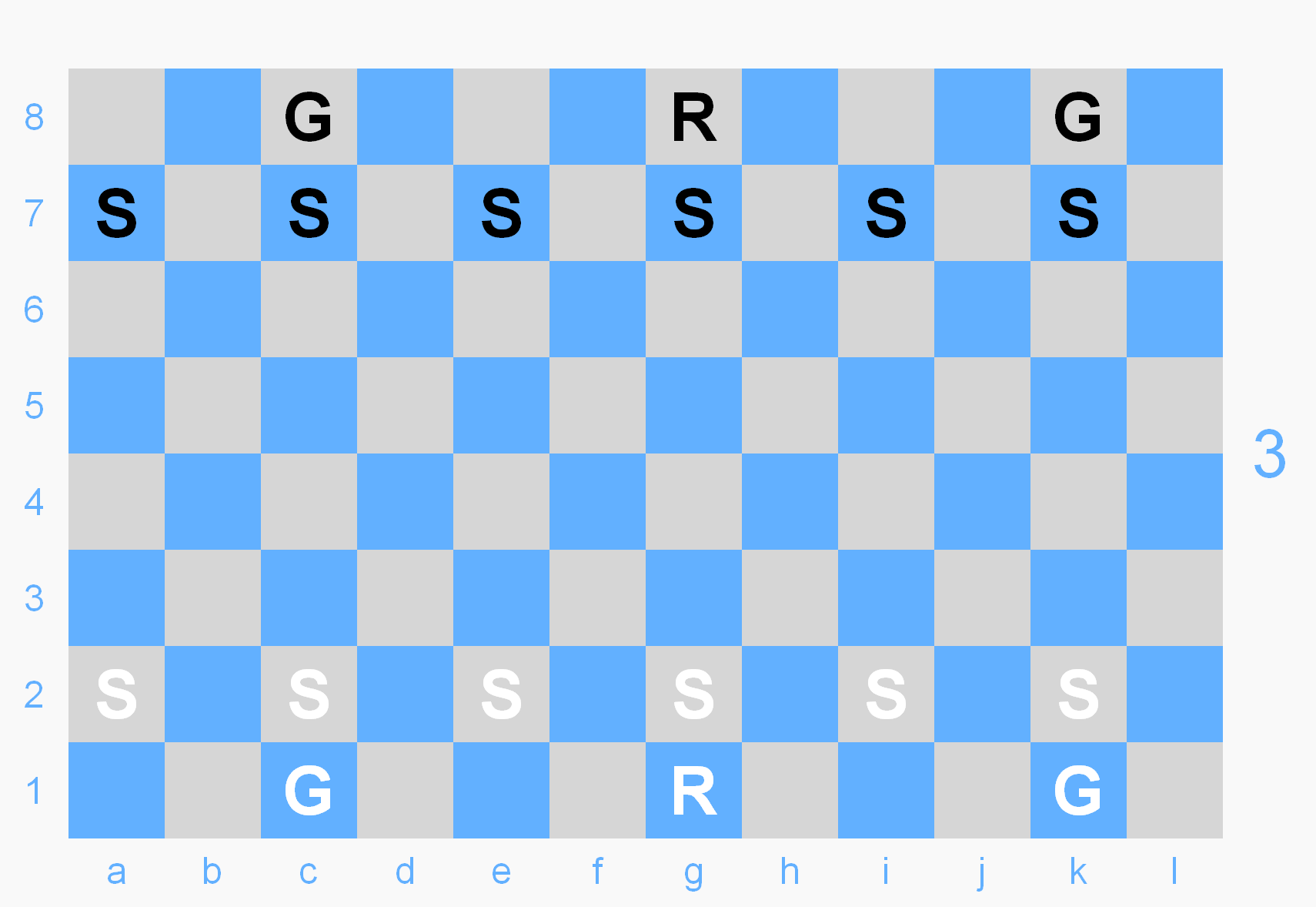
Стартовая позиция верхней доски

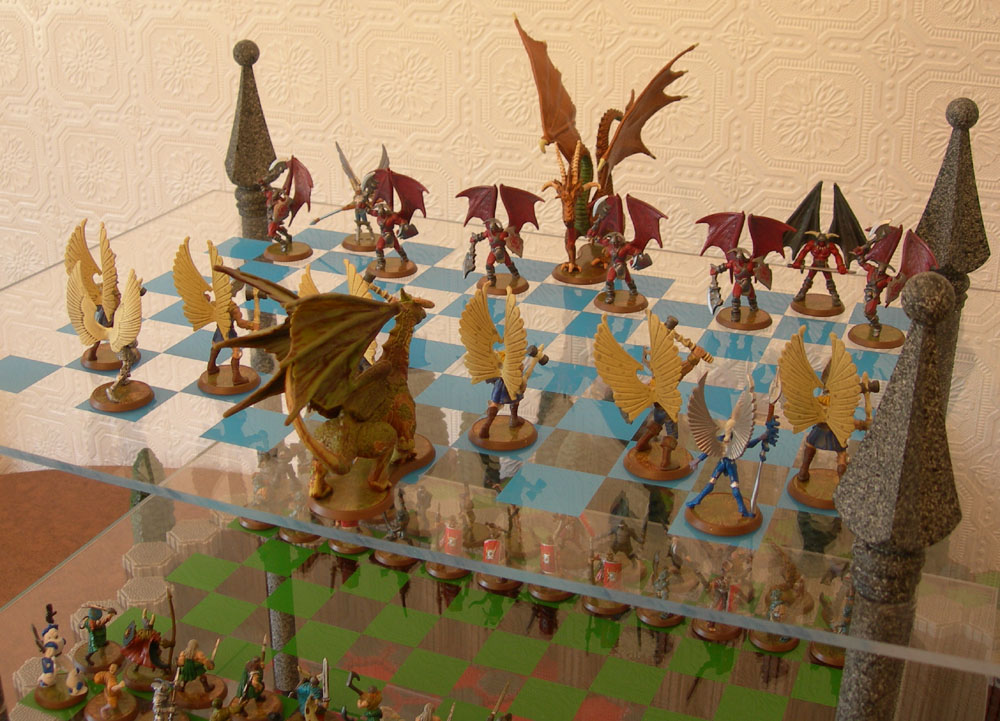
Небесная Доска в Dragonchess

С верхней доски игру начинают Сильф (S), Грифон (G) и Дракон (R).

#### Сильф(S)
На верхней доске:
- Ходит только вперёд на 1 клетку по диагонали, при достижении края доски не превращается. Может взять фигуру, если та стоит перед или под ним, при этом занимая её место.

На центральной доске:
- Может перемещаться только на клетку над собой или на одну из шести стартовых клеток Сильфов игрока. В обоих случаях необходимо, чтобы клетка на которую планируется перемещение была свободна. Брать фигуры не может.

#### Грифоны(G)
На верхней доске:
- может двигаться и захватывать, как зебра (то есть может сделать два шага по диагонали, за которыми следует один шаг ортогонально наружу), перепрыгивая через любые фигуры между ними.
- может перемещаться и захватывать на центральной доске, в пределах клетки, по диагонали примыкающей к клетке непосредственно под ним (то есть на один шаг вниз по пространственной диагонали).

На центральной доске:
- может перемещаться и захватывать один шаг по диагонали; может перемещаться и захватывать до уровня 3, до квадрата, по диагонали примыкающего к квадрату непосредственно над ним (то есть на один шаг вверх по диагонали пробела).

#### Дракон(R)
На верхней доске:
- может передвигаться и захватывать любое количество клеток по диагонали или на один шаг ортогонально (например, как лошадь-дракон в сёги или комбинация короля и слона в стандартных шахматах); он никогда не может покинуть верхнюю доску.
- может захватить удалённо (не покидая уровень 3) любую фигуру, стоящую на квадрате непосредственно под уровнем 2, или любой квадрат, ортогонально примыкающий к этому квадрату.
  - он может захватывать только одну фигуру за каждый ход, и удаленный захват засчитывается как полный ход (то есть дракон не может двигаться на 3 уровне и затем захватывать удалённо).

### Центральная доска (уровень 2)

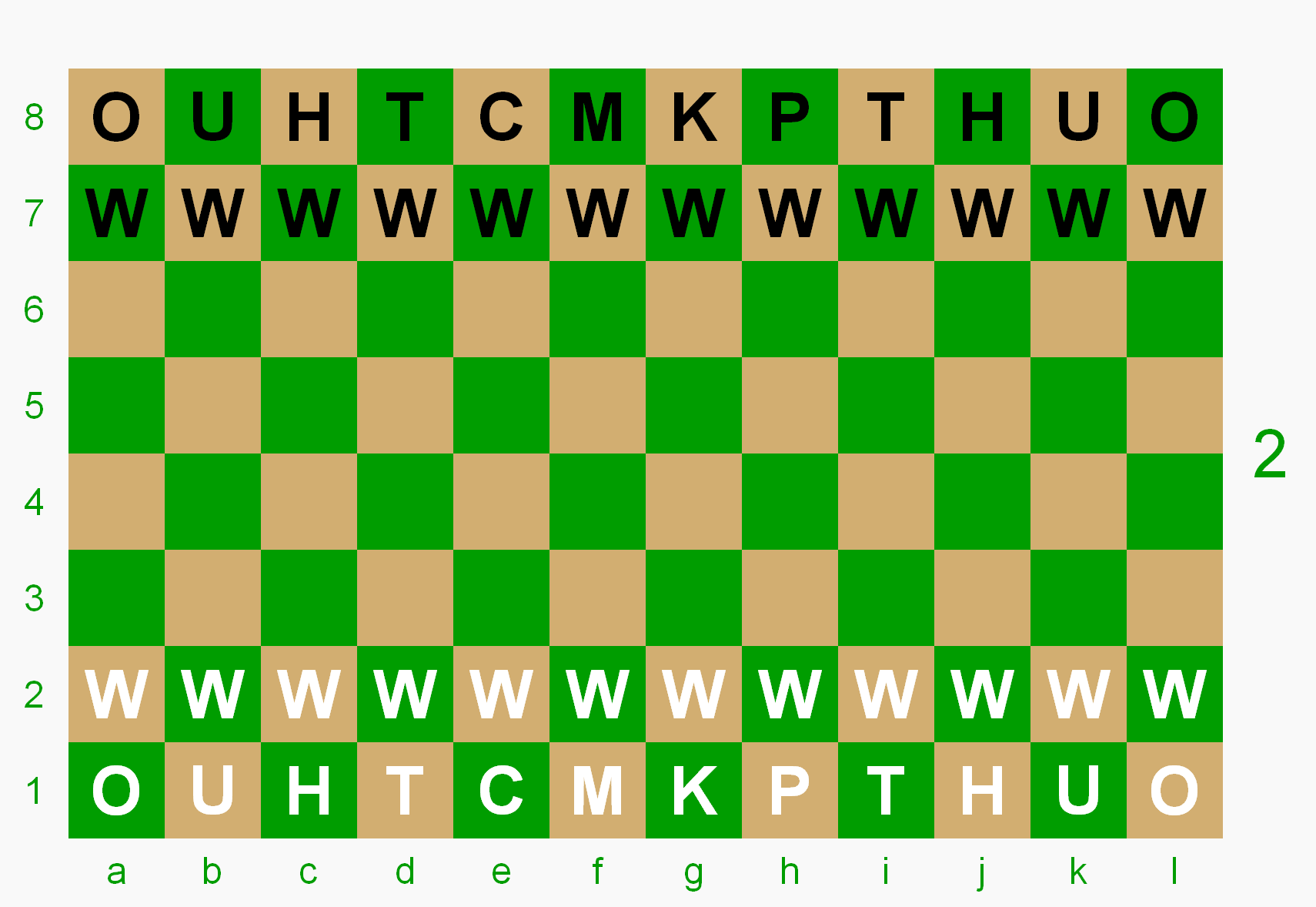
Стартовая позиция на центральной доске

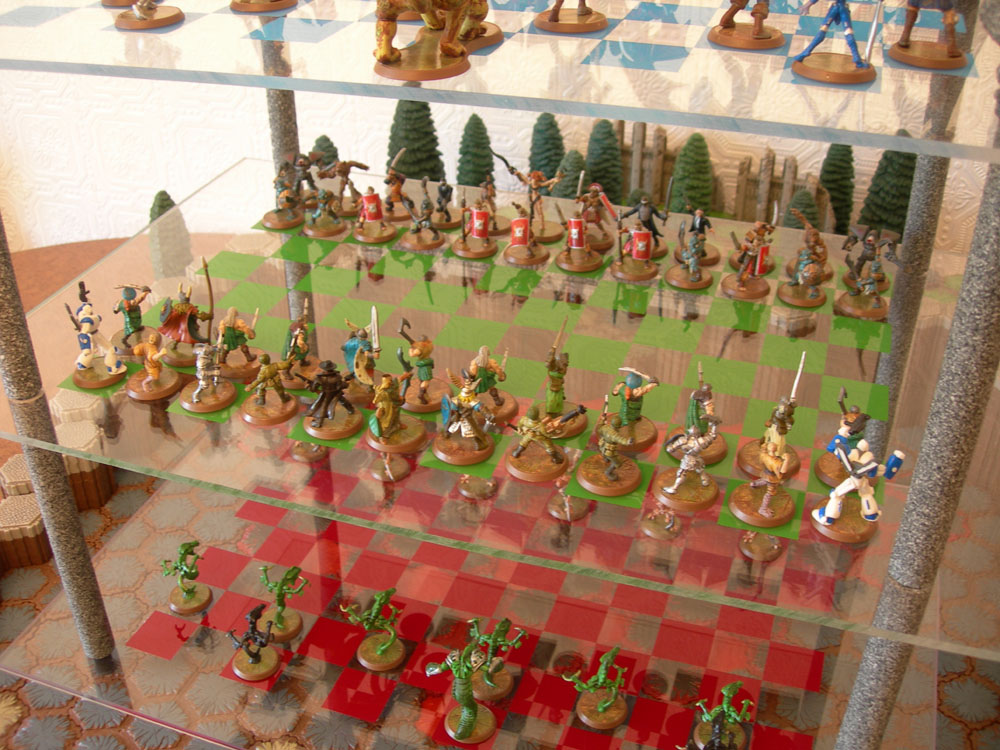
Наземная Доска в Dragonchess

С центральной доски игра начинается для Воина (W), Героя (H), Олифанта (O), Единорога (U), Вора (T), Священника (C), Мага (M), Короля (K) и Паладина (P).

#### Воин[англ.](W)
- На центральной доске: может двигаться, не делая ни одного шага прямо вперёд, и делать один шаг по диагонали (то есть как шахматная пешка, но без возможности смещения на две клетки в первый ход фигуры); он никогда не может покинуть среднюю доску.
- По достижении края доски превращается в Героя.

#### Герой[англ.](H)
На центральной доске:
- может перемещаться и захватывать в пределах одной или двух клеток по диагонали (перепрыгивая через промежуточный квадрат при перемещении на две клетки).
- может перемещаться и захватывать до уровней 1 и 3, до квадрата, по диагонали примыкающего к квадрату непосредственно над или под ним (то есть на одну клетку по диагонали пробела).

На верхней и нижней досках:
- может перемещаться и захватывать только обратно на уровень 2, снова на квадрат, по диагонали примыкающий к квадрату непосредственно вверху / внизу (то есть на одну клетку по диагонали пробела).

#### Олифант[англ.](O)
- На центральной доске:

может перемещаться и захватывать как шахматная ладья (то есть любое количество клеток ортогонально); он никогда не может покинуть среднюю доску.

#### Единорог(U)
- На центральной доске:

может передвигаться и захватывать, как шахматный конь (то есть на один шаг по ортогоналии следует один шаг по диагонали наружу, перепрыгивая через все промежуточные клетки); он никогда не может покинуть среднюю доску.

#### Вор[англ.](T)
- На центральной доске: может перемещаться и захватывать, как шахматный слон (то есть любое количество клеток по диагонали); он никогда не может покинуть среднюю доску.

#### Священник[англ.](C)
На любой доске:
- может перемещаться и захватывать фигуры в пределах одной клетки ортогонально или по диагонали (как у некоролевского шахматного короля).
- может перемещаться и съедать фигуру на клетке непосредственно над или непосредственно под ним на соседнем уровне.

#### Маг[англ.](M)
На центральной доске:
- может перемещаться и захватывать в пределах любого количества клеток по ортогоналии или диагонали (как шахматный ферзь).

На верхней и нижней досках:
- может перемещаться  на один шаг ортогонально (как визирь).

На любой доске:
- может перемещаться и захватывать фигуру в пределах одной или двух клеток  непосредственно над или непосредственно под одним из других уровней.

#### Король(K)
На центральной доске:
- может передвигаться и захватывать, как шахматный король (то есть на один шаг по ортогоналии или диагонали).
- может перемещаться и захватывать фигуру на клетке под собой на уровне 1 или над собой на уровне 3.

На верхней и нижней досках:
- может перемещаться только обратно на клетку непосредственно над или под уровнем 2.

#### Паладин[англ.](P)
На центральной доске:
- может передвигаться и захватывать как шахматный король или как шахматный конь.

На верхней и нижней досках:
- может передвигаться и захватывать, как шахматный король.

На любой доске:
- может перемещаться на другие уровни, подобный ходу коня: на один уровень вверх или вниз, за которым следуют два шага ортогонально, или на два уровня вверх или вниз, за которыми следует один шаг ортогонально.

### Нижняя доска (уровень 1)

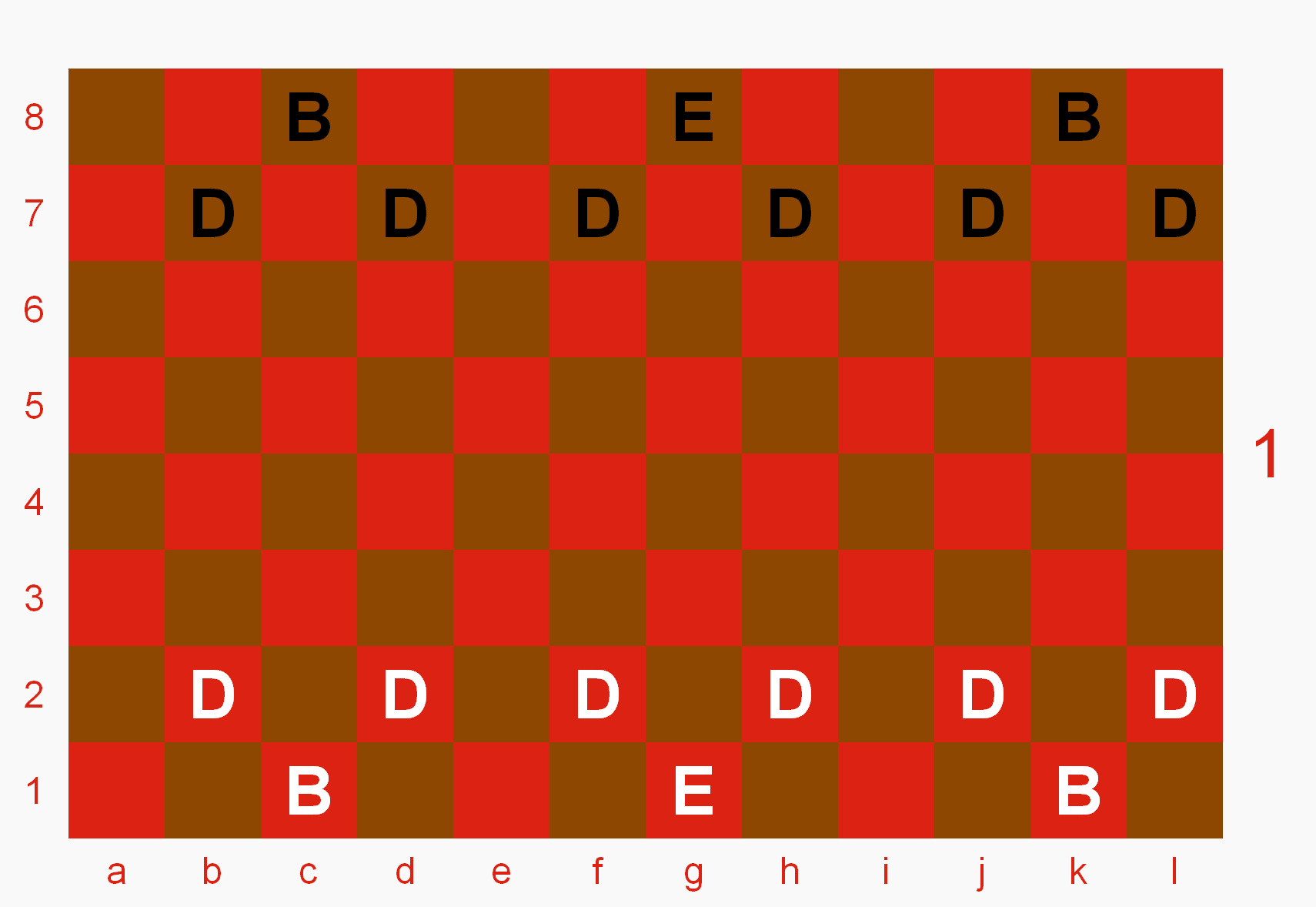
Стартовая позиция нижней доски

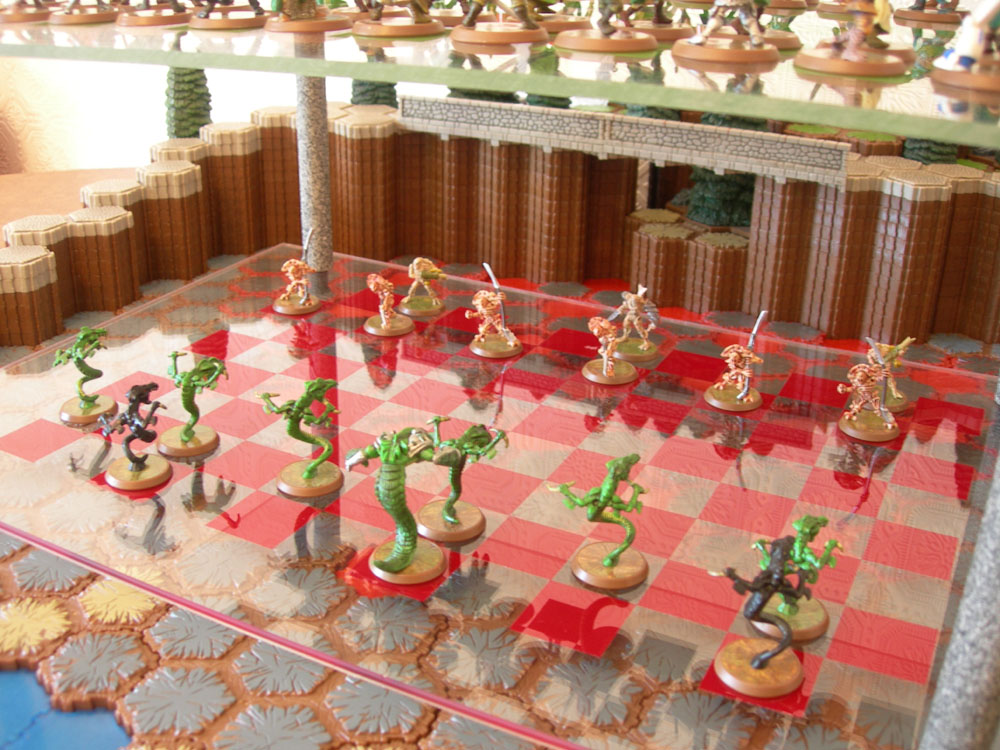
Подземная Доска в Dragonchess

На нижней доске игру начинают Карлик (D), Василиск (B) и Элементаль (E).

#### Карлик(D)
На центральной и нижней доске:
- может двигаться (без захвата) на одну клетку прямо вперёд или вбок, или делать захват на одно поле по диагонали вперед.
- может захватывать непосредственно вверх с уровня 1 на уровень 2 и перемещаться (без захвата) непосредственно вниз со уровня 2 обратно на уровень 1.

#### Василиск(B)
На нижней доске:
- может перемещаться и захватывать на один шаг по диагонали вперёд или прямо вперёд, или перемещаться (без захвата) на один шаг прямо назад; он не может покинуть нижнюю доску.
- автоматически замораживает вражескую фигуру на клетке непосредственно над уровнем 2 (независимо от того, перемещается ли Василиск на клетку ниже или вражеская фигура перемещается на клетку выше); замороженая фигура не может двигаться, пока Василиск не отойдет или не будет захвачен.

#### Элементаль(E)
На нижней доске:
- может перемещаться и захватывать один или два шага ортогонально; может перемещаться (без захвата) на один шаг по диагонали;
- может захватываться по следующей схеме: один шаг ортогонально, затем один шаг прямо вверх до уровня 2.

На центральной доске:
- может перемещаться и захватывать по следующей схеме: один шаг прямо вниз до уровня 1, затем один шаг ортогонально.

## Обозначения ходов
Запись ходов производится так же, как в алгебраической системе счисления для шахмат, расширенной до доски размером 12 × 8, с добавлением числового префикса (1, 2 или 3) перед каждой квадратной координатой для обозначения уровня. Итак, например, стартовая позиция Элементаля белых — клетка 1g1 (уровень 1, клетка g1); Король чёрных начинает игру с 2g8; и так далее.